# مصطفی شلوف
مصطفی شلوف (انگلیسی: Moustafa Chellouf؛ زادهٔ ۲۱ مارس ۱۹۳۵) تیرانداز اهل تونس بود. وی در بازی‌های المپیک تابستانی ۱۹۶۰ شرکت کرده‌است.